# Cianciana
Cianciana là một đô thị của tỉnh Agrigento ở vùng Sicilia, located in the middle valley of the Platani river, about 70 km về phía nam của Palermo và khoảng 25 km về phía tây bắc của Agrigento. Núi Cammarata (1.579 m), một phần của dãy núi Sicani, nằm gần bên.

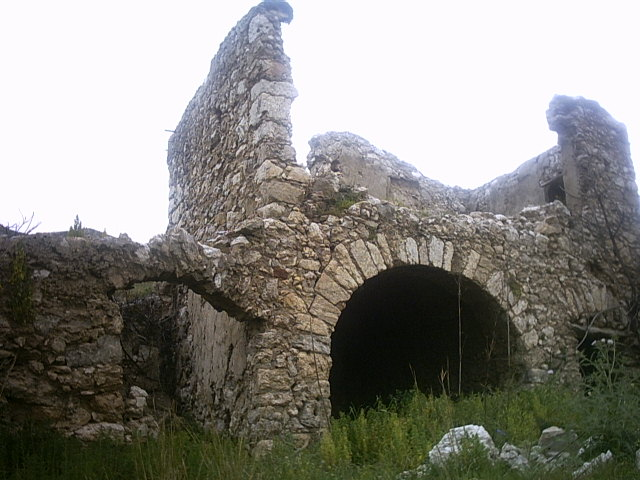
Một mỏ lưu huỳnh bỏ hoang ở gần Cianciana.

Cianciana giáp các đô thị sau: Alessandria della Rocca, Bivona, Cattolica Eraclea, Ribera, Sant'Angelo Muxaro.
Cianciana được lập vào ngày 4 tháng 10 năm 1646 với tên gọi Sant'Antonio di Cianciana, thuộc gia đình dòng họ Joppolo.